# 19 Brygada Zmechanizowana
19 Lubelska Brygada Zmechanizowana im. gen. dyw. Franciszka Kleeberga (19 BZ) – oddział Sił Zbrojnych Rzeczypospolitej Polskiej.

## Formowanie
Formowanie brygady rozpoczęto w czerwcu 2019 roku. 15 lipca 2019 batalion dowodzenia Wielonarodowej Brygady w Lublinie został podporządkowany brygadzie, a na dowódcę wyznaczono płk. Michała Rohde.
1 października 2019 r. przekazano 19 Brygadzie w podporządkowanie: 1 Kołobrzeski Batalion Zmechanizowany oraz dywizjon artylerii samobieżnej z Chełma i 3 Zamojski Batalion Zmechanizowany z Zamościa.
Planowane jest przekazanie batalionu czołgów z 21 Brygady Strzelców Podhalańskich (po sformowaniu 3 Batalionu Strzelców Podhalańskich w Wojnarowej) oraz sformowanie batalionu czołgów w Lublinie. Pełną gotowość operacyjną jednostka wojskowa ma osiągnąć w 2022 roku.
25 maja 2020 rozpoczęto formowanie 19 batalionu czołgów, a 17 sierpnia 2020 poinformowano o dostarczeniu pierwszych czołgów T-72M1R.
4 listopada 2020 trzy pierwsze przeciwlotnicze zestawy rakietowe bardzo krótkiego zasięgu Poprad trafiły do nowo formowanego dywizjonu przeciwlotniczego.

## Tradycje
Na podstawie decyzji Nr 148/MON ministra obrony narodowej z 18 września 2019 brygada przejęła i z honorem kultywuje dziedzictwo tradycji Samodzielnej Grupy Operacyjnej „Polesie”, otrzymała wyróżniającą nazwę „Lubelska” oraz przyjęła imię gen. dyw. Franciszka Kleeberga, a dzień 5 października został ustanowiony dorocznym świętem brygady.
4 października 2020 brygada otrzymała sztandar, którego fundatorem był społeczny komitet pod przewodnictwem wojewody lubelskiego, a rodzicami chrzestnymi zostali Małgorzata Rohde i Piotr Kleeberg - wnuczka i wnuk gen. dyw. Franciszka Kleeberga.

Insygnia
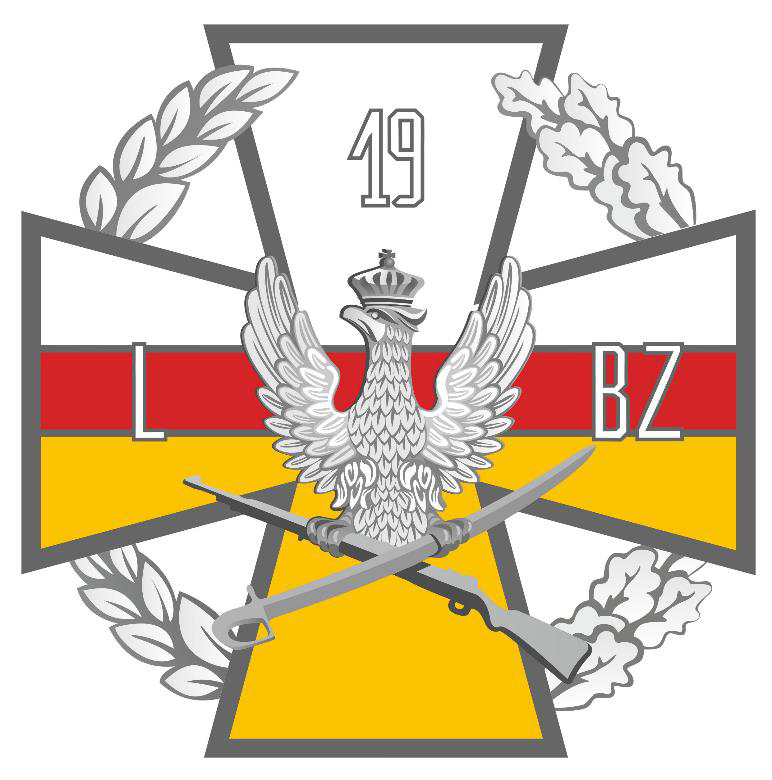
Odznaka pamiątkowa
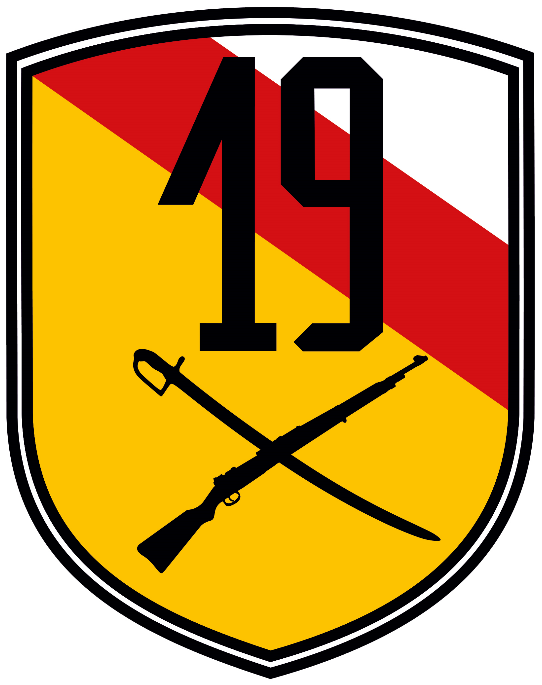
Oznaka rozpoznawcza na mundur wyjściowy
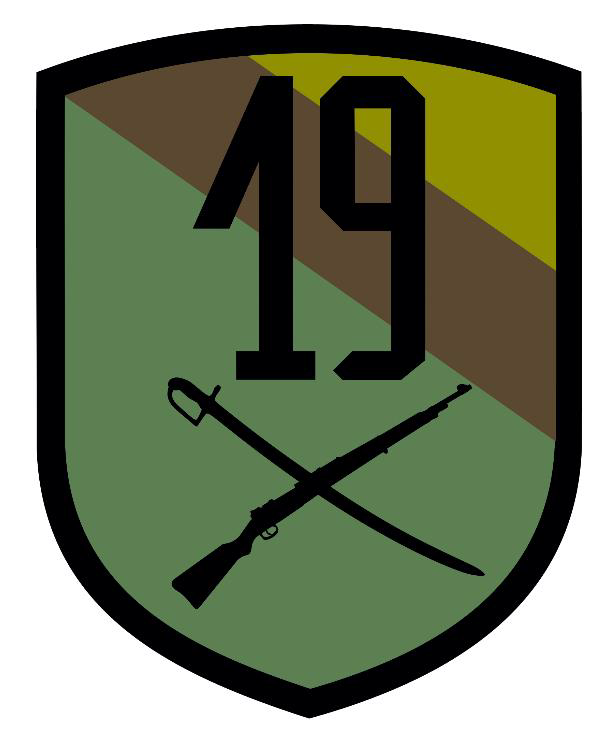
Oznaka rozpoznawcza na mundur polowy
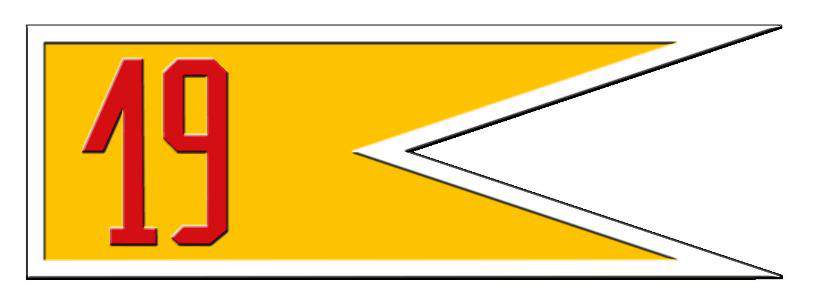
Proporczyk na beret

## Struktura organizacyjna
Struktura w 2020-2022
- dowództwo i sztab
- 19 batalion dowodzenia w Lublinie
- 3 batalion zmechanizowany w Zamościu
- 19 batalion zmechanizowany w Chełmie
- 19 dywizjon artylerii samobieżnej w Chełmie
- 19 dywizjon przeciwlotniczy w Lublinie
- 19 batalion czołgów (rozpoczęto formowanie 25 maja 2020)
- 1 Batalion Czołgów w Żurawicy (przeniesiony, od 29 grudnia 2022, z 21 Brygady Strzelców Podhalańskich[10]

## Sprzęt bojowy
- bojowe wozy piechoty BWP-1, samobieżne haubice 2S1 Goździk, czołgi T-72M1R[4], przeciwlotnicze zestawy rakietowe bardzo krótkiego zasięgu Poprad[5].

## Dowódcy brygady
- płk/gen. bryg.[11] Michał Rohde (od 2019 r. do 29 września 2021r.)[12]
- płk/gen. bryg.[13] Rafał Miernik (od 29 września 2021 r.)[12]